# Pentacosmia scoparia
Pentacosmia scoparia là một loài bọ cánh cứng trong họ Cerambycidae.